# Муландер, Карин
Карин Муландер (швед. Karin Molander, урождённая Катарина Маргарета Элисабет Эдвертц (Katarina Margareta Elisabet Edwertz), 20 мая 1889 — 3 сентября 1978) — шведская актриса.

## Биография
Брала уроки у шведской актрисы Юлии Хоканссон. Дебютировала на сцене театра Васы в 1907, в 1911—1920 играла в труппе Интимного театра, в 1922—1925 и 1931—1936 — в театре Драматен. В кино дебютировала в 1914 в фильмах Виктора Шёстрёма и Морица Стиллера. Стала в 1910-х-1920-х одной из звезд шведского немого кино. Впоследствии почти не снималась.
Была замужем за кинорежиссёром Густавом Муландером (1909—1919, сын — актёр и продюсер Харальд Муландер), вторым браком — за актёром Ларсом Хансоном (1920—1965).

## Фильмография
- 1914: Det röda tornet (Мориц Стиллер)
- 1914: Сердца, которые встречаются/ Hjärtan som mötas (Виктор Шёстрём)
- 1914: Полукровка/ Halvblod (Виктор Шёстрём)
- 1915: Мадам де Феб/ Madame de Thèbes (Мориц Стиллер)
- 1915: Мститель/ Hämnaren (Мориц Стиллер)
- 1916: Hennes kungliga höghet (Фриц Магнуссен)
- 1916: Kampen om hans hjärta (Мориц Стиллер)
- 1916: Любовь и журналистика/ Kärlek och journalistic (Мориц Стиллер, короткометражный)
- 1917: Den levande mumien (Фриц Магнуссен)
- 1917: Fru Bonnets felsteg (Эгил Эйде)
- 1917: Vem sköt? (Конрад Таллрот)
- 1917: Tösen från Stormyrtorpet (Виктор Шёстрём по Сельме Лагерлёф)
- 1917: Лучший фильм Томаса Гроля/ Thomas Graals bästa film (Мориц Стиллер)
- 1918: Лучший ребёнок Томаса Гроля/ Thomas Graals bästa barn (Мориц Стиллер)
- 1919: Surrogatet (Эйнар Бруун)
- 1919: Сюнневе Сульбаккен/ Synnöve Solbakken (Юн Вильгельм Брюниус по Бьёрнстьерне Бьёрнсону)
- 1920: Эротикон/ Erotikon (Мориц Стиллер)
- 1920: Bomben (Руне Карлстен)
- 1920: Fiskebyn (Мориц Стиллер)
- 1931: Fröken, Ni liknar Greta Garbo!
- 1954: Gabrielle (Хассе Экман)